# Igreja de Jesus Cristo dos Santos dos Últimos Dias (Strangita)

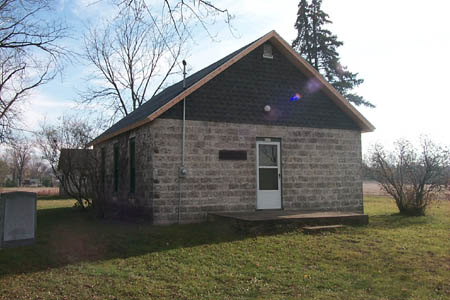
A Igreja de Jesus Cristo dos Santos dos Últimos Dias (Strangita), em Wisconsin

A Igreja Strangita também chamada de Mórmons do Sétimo Dia, é uma das ramificações do movimento dos santos dos últimos dias, sendo distinta e sem qualquer vínculo com a A Igreja de Jesus Cristo dos Santos dos Últimos Dias, e clama ser a organização original estabelecida por Joseph Smith Jr. em 06 de abril de 1830. Sua sede é localizada em uma área de Burlington, Wisconsin conhecida como Voree. Seu nome vem do principal líder do movimento, James Strang, a quem Joseph Smith Jr. teria nomeado por carta seu sucessor. A igreja conta apenas com algumas centenas de membros, concentrados nos Estados Unidos, e segundo consta no site oficial, possuem um Ancião na Europa. Eles não utilizam as escrituras padrão utilizadas na Igreja de Jesus Cristo dos Santos dos últimos Dias, como, por exemplo, o Livro de Mórmon.

## História

### Origens

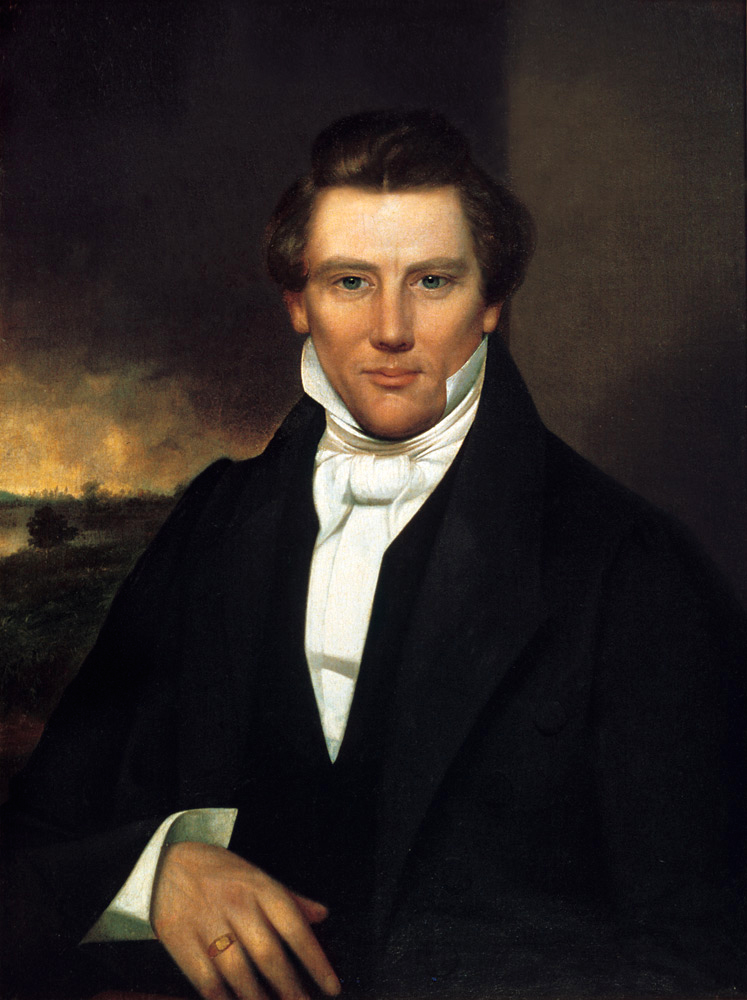
Joseph Smith, fundador do Movimento dos Santos dos Últimos Dias

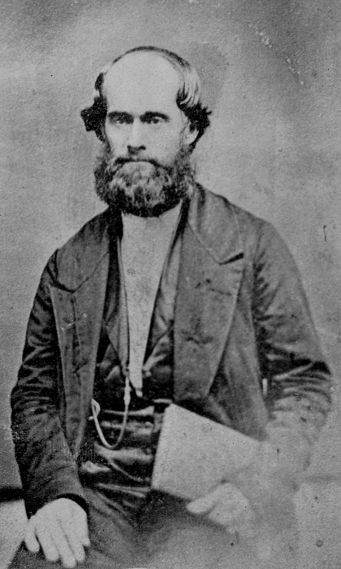
James Jesse Strang (1813-1856)

Os strangitas partilham a mesma história das outras denominações da restauração até o assassinato de Joseph Smith. Após a morte de Smith aconteceu uma crise a respeito da sucessão, com vários líderes clamando serem os verdadeiros herdeiros da liderança da Igreja, incluindo Sidney Rigdon, Brigham Young e James Strang. Brigham Young inicialmente argumentou que Smith não poderia ter sucessor imediato, mas que o Quórum dos doze Apóstolos (do qual era presidente) deveria governar a Igreja. Young e seus seguidores migraram para o oeste para o Vale do Lago Salgado, que se transformou no Território de Utah, continuando a usar Igreja de Jesus Cristo dos Santos dos Últimos Dias como o seu nome até a incorporação em 1851, quando a ortografia foi padronizada como A Igreja de Jesus Cristo dos Santos dos Últimos Dias. Tanto os seguidores de Young quanto os seguidores de Strang postula-se como a única continuação legal da organização de Joseph Smith, um grupo não considera o outro como legítimo, nem mantém acordo de licitude com a qualquer uma das centenas de outros grupos dos Santos dos Últimos Dias.

### O martírio do Profeta
James Strang teve problemas com membros excomungados ou insatisfeitos que frequentemente se tornavam antimórmons e/ou até conspiravam contra ele. Um dos últimos, Thomas Bedford, que havia sido açoitado por se envolver em adultério com a esposa de outro membro, culpou Strang pelo açoite e procurou vingança. Outro, Dr. H.D. McCulloch foi excomungado por embriaguez e outros crimes alegados, após gozar da preferência de Strang e de vários cargos importantes no governo local. Esses homens conspiraram contra Strang com os inimigos dos mórmons que viviam em Mackinac, dois dos quais eram Alexander Wentworth e o Dr. J. Atkyn. Pistolas foram adquiridas, e os quatro conspiradores começaram vários dias de tiro ao alvo enquanto finalizavam os detalhes de seu plano assassino.
Embora Strang aparentemente soubesse que Bedford e os outros estavam atirando nele, ele os desafiou abertamente em seu jornal, The Northern Islander, escrevendo, "Nós rimos com amargo desprezo de todas essas ameaças", poucos dias antes de seu assassinato. Strang recusou-se a contratar guarda-costas ou portar arma de fogo, ou qualquer outro tipo de arma.
Na segunda-feira, 16 de junho de 1856, Strang foi surpreendido por volta das 19h no cais do porto de St. James, a principal cidade da Ilha de Beaver, por Wentworth e Bedford, que atiraram nas costas dele. Tudo isso foi feito perante vários oficiais e homens que estavam estacionados no USS Michigan, um navio da Marinha dos EUA que estava ancorado no porto. Ninguém a bordo do navio fez qualquer esforço para alertar ou ajudar a vítima almejada.
Strang foi atingido três vezes: uma bala roçou sua cabeça, outra alojada em sua bochecha e uma terceira bala alojada em sua coluna, paralisando-o da cintura para baixo. Um dos assassinos então, selvagemente, golpeu a vítima com a pistola antes de correr a bordo de um navio próximo com seu companheiro, onde ambos reivindicaram refúgio. Alguns acusaram o capitão McBlair do Michigan de ser cúmplice, ou pelo menos de ter conhecimento prévio, do plano de assassinato, embora nenhuma evidência concreta para apoiar sua acusação tenha sido apresentada. O "Rei da Ilha de Beaver" foi levado para Voree, onde viveu por três semanas, morrendo em 9 de julho de 1856 aos 43 anos. Após se recusar a entregar Bedford e Wentworth ao xerife local, McBlair os transportou para a Ilha de Mackinac, onde foram submetidos a um julgamento simulado, multados em US$ 1,25, soltos e homenageados pelos habitantes locais. Nenhum dos conspiradores jamais foi punido por seus crimes.

## Doutrinas

### Escrituras
Aceitam a Bíblia, desde que esteja corretamente traduzida, e o Livro de Mórmon, semelhantemente aos demais ramos dos Santos dos Últimos Dias. Aceitam apenas a versão de Doutrina e Convênios publicada antes da morte de Smith (que continha a leitura de fé). A Igreja Strangita aceita também o Livro da Lei do Senhor como escritura sagrada, e dizem ser o mesmo livro mencionado na Bíblia.
Os strangitas também possuem como escrituras diversas profecias, visões, revelações e traduções impressas por James Strang, e publicado no "Revelações de James J. Strang".

### Monoteísmo e a vocação de Jesus Cristo
Os strangitas rejeitam tanto a doutrina cristã tradicional do nascimento virginal de Jesus Cristo quanto a doutrina mórmon brighamita da pluralidade de deuses. Eles insistem que há apenas um Deus eterno, o Pai, e que a alegada progressão para a divindade (uma doutrina supostamente ensinada por Joseph Smith; os strangitas rejeitam tal afirmação) é impossível. Deus sempre foi Deus, dizem eles, e Ele é uma pessoa (não três, como na Trindade cristã tradicional). Deus teria um corpo semelhante ao humano com todas as suas partes constitutivas, bem como teria sentimentos equivalentes aos homens; assim, as descrições acerca de Deus no Velho Testamento não são meras figuras antropopáticas, como desse modo reivindicam os demais cristãos.
Jesus Cristo, acreditam os strangitas, era o filho natural de Maria e José, que foi escolhido desde antes de todos os tempos para ser o Salvador da humanidade, mas que teve que nascer como um mortal comum de dois pais humanos (ao invés de ser gerado pelo Pai ou pelo Espírito Santo) para poder cumprir verdadeiramente o seu papel messiânico. Strang afirmou que o Cristo terreno foi em essência "adotado" como filho de Deus no nascimento, e totalmente revelado como tal durante a transfiguração. Após se provar a Deus por viver uma vida perfeitamente sem pecado, ele foi então habilitado a oferecer um sacrifício aceitável pelos pecados dos homens, antes de sua ressurreição e ascensão.

### Livre agência
Meditando longamente sobre a natureza do pecado e do mal, Strang escreveu que de todas as coisas que Deus poderia dar ao homem, ele nunca poderia lhe dar experiência. Assim, se a "livre agência" fosse real, disse Strang, a humanidade deve ter a oportunidade de falhar e aprender com seus próprios erros. O objetivo final para cada ser humano, de acordo com strangitas, é conformar-se voluntariamente com o caráter revelado de Deus em todos os sentidos, preferindo o bem ao mal não por medo de punição ou desejo de recompensa, mas sim "devido à beleza inata da bondade incontaminada; da santidade pura e perfeita."

### Monarquia
O Profeta na Igreja Strangita não é considerado um presidente, mas sim um Rei, e o próprio James Strang foi coroado como tal. Seus conselheiros são denominados de vice-reis, e os doze apóstolos são denominados príncipes. O líder dos Apóstolos de Strang é designado como "Príncipe e Grão-Mestre dos setenta. O Quórum dos Setenta serve apenas uma nação determinada, pois Strang acredita que os Apóstolos dos doze é que foram enviados para todas as nações, povos e línguas.

## Outras doutrinas

### Sacrifícios de animais
A Igreja Strangita praticou os sacrifícios de animais em suas festividades enquanto Strang era vivo, após sua morte os sacrifícios cessaram, mas ainda são aceitos como doutrina, e também é exigida uma oferta de primícias das lavouras dos camponeses Strangitas.

### Batismo pelos Mortos
O Batismo Pelos Mortos é aceito, mas somente para familiares próximos, até o quarto grau de consanguinidade, e é exigida uma revelação para se praticar tal batismo pelos falecidos, revelação que pode vir em sonhos, visões ou aparições.

### Casamento Eterno
O casamento Eterno é aceito e ensinado pelos Strangitas, mas diferentemente do maior grupo SUD, eles não ensinam que tal casamento precise ser selado em um templo, a única cláusula para a eternidade do casamento é o mesmo ser realizado por um sacerdote Strangita.

### Guarda do Sábado
Ao contrário das demais igrejas do Movimento dos Santos dos Últimos Dias, que guardam o domingo como a maioria dos cristãos, os strangitas guardam o sábado como dia de descanso, pois dizem que como faz parte do decálogo é uma lei que não foi revogada, e que sua guarda é um memorial perpétuo.